# گمینا میخوو
گمینا میخوو (به لهستانی:  Gmina Michów) یک گمینا در لهستان است که در شهرستان لوبارتوف واقع شده‌است. گمینا میخوو ۱۳۵٫۹۳ کیلومتر مربع مساحت و ۶٬۰۵۹ نفر جمعیت دارد.